# Równania Blocha
Równania Blocha – fenomenologiczne równania opisujące ruch magnetyzacji w polu magnetycznym, sformułowane przez Felixa Blocha.
Równania Blocha opisują ruch magnetyzacji w polu magnetycznym z uwzględnieniem procesów relaksacji. Pierwszy człon opisuje precesję, a drugi relaksację.
{\displaystyle {\frac {\mathrm {d} M_{z}}{\mathrm {d} t}}=\gamma ({\vec {M}}\times {\vec {B}})_{z}+{\frac {M_{0}-M_{z}}{T_{1}}}}
{\displaystyle {\frac {\mathrm {d} M_{x}}{\mathrm {d} t}}=\gamma ({\vec {M}}\times {\vec {B}})_{x}-{\frac {M_{x}}{T_{2}}}}
{\displaystyle {\frac {\mathrm {d} M_{y}}{\mathrm {d} t}}=\gamma ({\vec {M}}\times {\vec {B}})_{y}-{\frac {M_{y}}{T_{2}}}}
gdzie:
- {\displaystyle {\vec {M}}} – Magnetyzacja
- {\displaystyle {\vec {B}}} – Indukcja pola magnetycznego
- {\displaystyle \gamma } – Stosunek żyromagnetyczny
- {\displaystyle T_{1}} – Czas relaksacji spin-sieć
- {\displaystyle T_{2}} – Czas relaksacji spin-spin

Czas {\displaystyle T_{1},} nazywany również czasem relaksacji podłużnej, opisuje odrost w czasie magnetyzacji w kierunku osi {\displaystyle z}. Czas {\displaystyle T_{2},} znany jako czas relaksacji poprzecznej, wyznacza zanik magnetyzacji w płaszczyźnie {\displaystyle xy}.
Równania te są podstawowymi formułami używanymi do opisu ruchu momentu magnetycznego (lub ogólniej magnetyzacji) w polu magnetycznym. Znajdują szerokie zastosowanie w badaniach fizycznych opartych na rezonansie magnetycznym jak:
- jądrowy rezonans magnetyczny NMR (nuclear magnetic resonance),
- elektronowy rezonans paramagnetyczny EPR (electron paramagnetic resonance).